# Cumignano sul Naviglio
Cumignano sul Naviglio – miejscowość i gmina we Włoszech, w regionie Lombardia, w prowincji Cremona.
Według danych na rok 2004 gminę zamieszkiwały 402 osoby, 67 os./km².